# 드미트리 안드레이킨

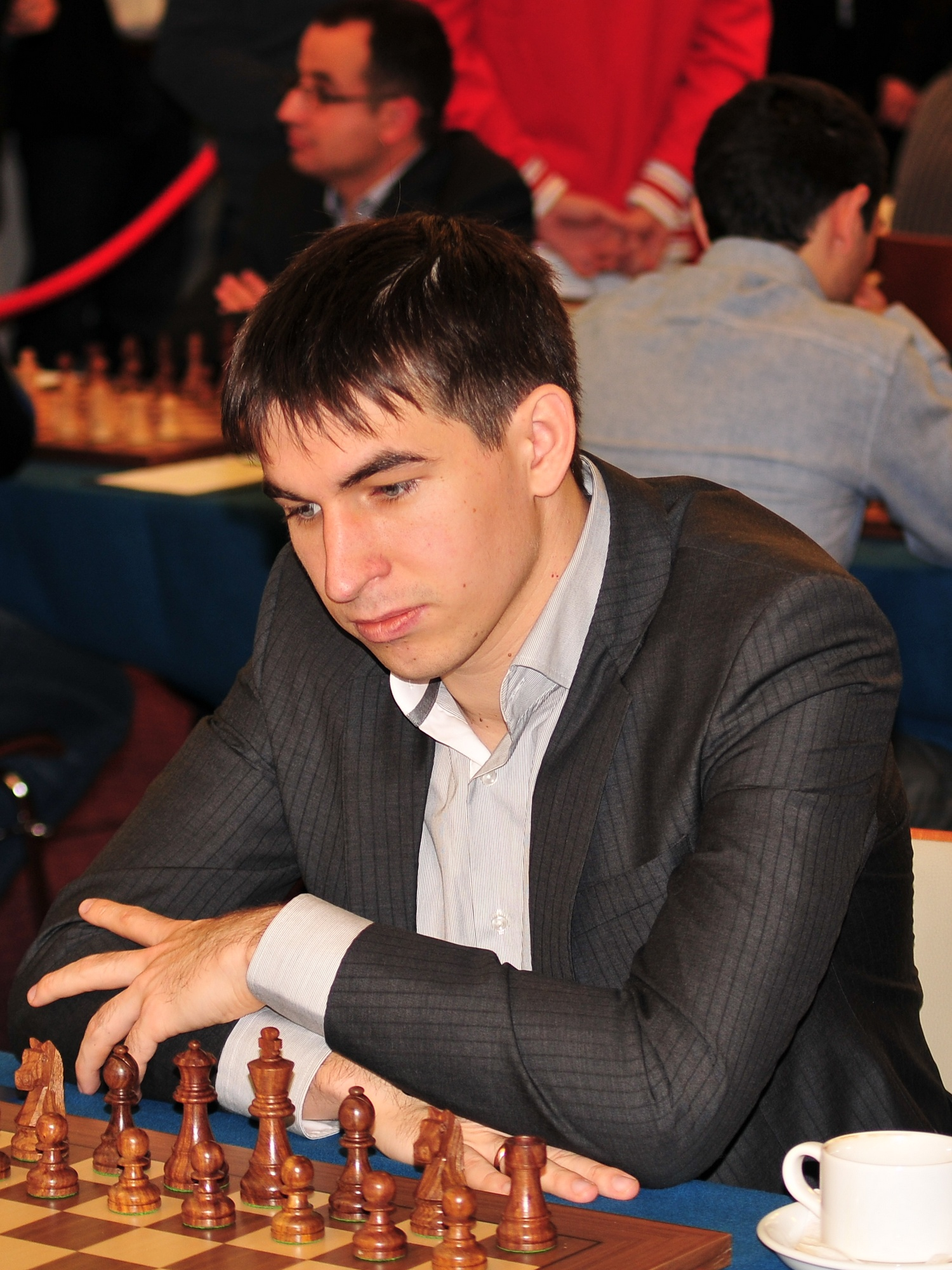
드미트리 안드레이킨

드미트리 블라디미로비치 안드레이킨(러시아어: Дмитрий Владимирович Андрейкин, 1990년 2월 5일 ~ )은 러시아의 체스 선수이다.